# جزيرة روندو
جزيرة روندو وهي جزيرة من جزر إندونيسيا، وتقع في إقليم آتشيه.